# Moeneeb Josephs
Moeneeb Josephs (ur. 19 maja 1980 w Kapsztadzie) – południowoafrykański piłkarz grający na pozycji bramkarza.

## Kariera klubowa
Josephs urodził się w Kapsztadzie. Karierę piłkarską rozpoczął w amatorskim Westdale, a następnie trenował w Westridge Rovers. Pierwszym profesjonalnym klubem w jego karierze był Cape Town Spurs, w barwach którego zadebiutował w sezonie 1997/1998 w Premier Soccer League, w wygranym 2:0 meczu z African Wanderers. W chwili debiutu liczył sobie 17 lat. Początkowo pełnił rolę rezerwowego dla Andre Arendse, a następnie walczył o miejsce w składzie z Calvinem Marlinem. W 1999 roku został piłkarzem nowo utworzonego Ajaksu Kapsztad, powstałego w wyniku fuzji Cape Town Spurs i Seven Stars. W 2000 roku wywalczył Rothmans Cup. Do 2002 roku przegrywał rywalizację z Marlinem i dopiero od sezonu 2002/2003 był pierwszym bramkarzem klubu. W Ajaksie grał do zakończenia sezonu 2005/2006.
Latem 2006 roku Josephs przeszedł do Bidvest Wits z Johannesburga i będącego wówczas beniaminkiem Premier Soccer League. W Bidvest Wits spędził dwa lata, a w 2008 roku został piłkarzem innego klubu z Johannesburga, Orlando Pirates, w którym stał się pierwszym bramkarzem, a dotychczasowy pierwszy golkiper Orlando Pirates Senzo Meyiwa stał się rezerwowym. W 2008 roku Josephs został z Orlando Pirates wicemistrzem RPA.
| Sezon   | Klub            | Kraj              | Rozgrywki             | Mecze | Bramki |
| ------- | --------------- | ----------------- | --------------------- | ----- | ------ |
| 1997/98 | Cape Town Spurs | Południowa Afryka | Premier Soccer League | 9     | 0      |
| 1998/99 | Cape Town Spurs | Południowa Afryka | Premier Soccer League | 12    | 0      |
| 1999/00 | Ajax Kapsztad   | Południowa Afryka | Premier Soccer League | 3     | 0      |
| 2000/01 | Ajax Kapsztad   | Południowa Afryka | Premier Soccer League | 2     | 0      |
| 2001/02 | Ajax Kapsztad   | Południowa Afryka | Premier Soccer League | 7     | 0      |
| 2002/03 | Ajax Kapsztad   | Południowa Afryka | Premier Soccer League | 26    | 0      |
| 2003/04 | Ajax Kapsztad   | Południowa Afryka | Premier Soccer League | 30    | 0      |
| 2004/05 | Ajax Kapsztad   | Południowa Afryka | Premier Soccer League | 24    | 0      |
| 2005/06 | Ajax Kapsztad   | Południowa Afryka | Premier Soccer League | 23    | 0      |
| 2006/07 | Bidvest Wits    | Południowa Afryka | Premier Soccer League | 28    | 0      |
| 2007/08 | Bidvest Wits    | Południowa Afryka | Premier Soccer League | 27    | 0      |
| 2008/09 | Orlando Pirates | Południowa Afryka | Premier Soccer League | 29    | 0      |

## Kariera reprezentacyjna
W reprezentacji RPA Josephs zadebiutował 19 lipca 2003 roku w przegranym 0:1 meczu COSAFA Cup 2003 z Zimbabwe. W 2006 roku był w kadrze RPA na Pucharze Narodów Afryki 2006, jednak był tam rezerwowym dla Calvina Marlina. W 2008 roku został powołany przez Carlosa Alberto Parreirę do kadry na Puchar Narodów Afryki 2008. Tam był pierwszym bramkarzem i rozegrał trzy spotkania: z Angolą (1:1), z Tunezją (1:3) i z Senegalem (1:1).